# Muntele Othrys
Muntele Othrys (greacă όρος Όθρυςόρος Όθρυς - oros Othrys, de asemenea, Όθρη - Othri) este un munte în centrul Greciei, în partea de nord-est de Ftiotida și partea de sud a Magneziei. Cel mai înalt vârf, Gerakovouni, situat la granița între Ftiotida și Magnezia, este 1.726 m deasupra nivelului mării. Densitatea populației în munți este scăzută: există câteva sate mici, inclusiv Anavra în nord-vest, Kokkotoi în nord-est, Palaiokerasia în sud și Neraida în sud-vest. Lungimea de la vest la est este de aproximativ 35 km și lățimea de la nord la sud este de aproximativ 25 km. Golful Pagasetic se află la nord-est, și Golful Malian se află la sud. Vârful Gerakovouni se află la 19 km sud de Almyros, la 27 km nord-est de Lamia și 44 km sud-vest de Volos. Intervalele superioare de munte sunt stâncoase, și există păduri în intervalele inferioare. Întreaga arie este de asemenea teritoriu de parc. Principala sursă de piatră este ofiolita.

## Istoria
Pe data de 5 februarie 1991, un Lockheed C-130H Hercules 748 s-a prăbușit în munte, pierind 63 de persoane.

## Mitologia
În mitologia greacă, Muntele Othrys a fost baza lui Cronos și a Titanilor în timpul războiului de zece ani cu Zeii Olimpieni, cunoscut ca Titanomahia/Lupta Titanilor. Acesta a fost, de asemenea, locul de naștere al zeilor mai vârstnici, Hestia, Demeter, Hera, Hades și Poseidon. Othrys a fost agresat de către Olimpieni, conduși de Zeus, fiul lui Cronos. Zeus mai târziu a răsturnat pe tatăl său și a câștigat dominația în toate cerurile și pământul.

## Alte relații
- Nava Mount Othrys este numită după acest munte.
- Othrys este primul strat al planului exterior Carceri în amplasamentul campaniei Planescape pentru Dungeons & Dragons
- În seriile Percy Jackson & the Olympians ale lui Rick Riordan, Muntele Othrys fusese transportat către Muntele Tamalpais in Ținutul Marin, California, și apare în poveste ca o fortăreață fantomă care încet dar sigur devine solidă pe măsură ce Titanii câștigă în putere. Titanul Atlas a fost întemnițat în vîrf de munte pentru a susține ceruldin nou în cartea a treia.

## Linkuri externe
- Baze de date minerale
- Baze de date minerale
- Petrologie structurală de peridotite plagioclazice în Othris de Vest Arhivat în 23 martie 2005, la Wayback Machine.
- http://www.mylona.gr/othris.htm el